# Кунгара
Кунгара́ (рос. Кунгара) — село у складі Газімуро-Заводського району Забайкальського краю, Росія. Входить до складу Буруканського сільського поселення.

## Населення
Населення — 68 осіб (2010; 80 у 2002).
Національний склад (станом на 2002 рік):
- росіяни — 100 %